# Cyclopogon oliganthus
Cyclopogon oliganthus är en orkidéart som först beskrevs av Frederico Carlos Hoehne, och fick sitt nu gällande namn av Frederico Carlos Hoehne och Schltr.. Cyclopogon oliganthus ingår i släktet Cyclopogon, och familjen orkidéer. Inga underarter finns listade i Catalogue of Life.